# Fuerte Al-Mirani
El Fuerte Al-Mirani (en árabe: قلعة الميراني‎) es una fortaleza situada en el puerto de la antigua ciudad de Mascate, Omán. El fuerte existía antes de la invasión portuguesa y posteriormente fue reconstruido por los portugueses en 1587. El fuerte se convirtió en el primero en utilizar cañones en Omán.

## Historia
En la captura de Mascate en 1552, una fuerza otomana compuesta por 4 galeones, 25 galeras y 850 tropas atacó la ciudad de Mascate, y finalmente capturaron la ciudad y su fortaleza. El recientemente construido fuerte Al-Mirani fue asediado durante 18 días con una pieza de artillería otomana traída hasta lo alto de una cresta. El fuerte fue capturado y sus fortificaciones destruidas.

## Galería de imágenes

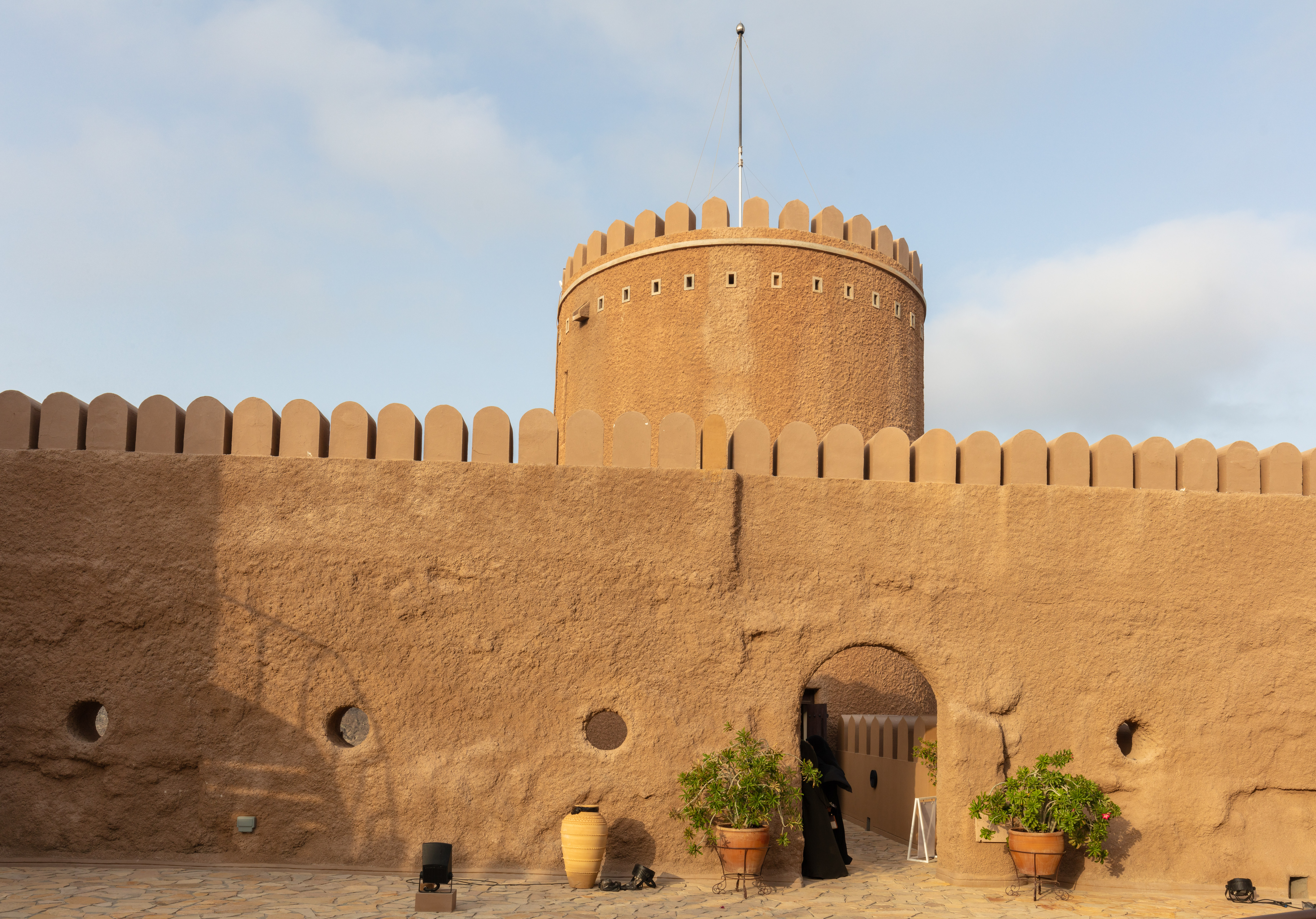
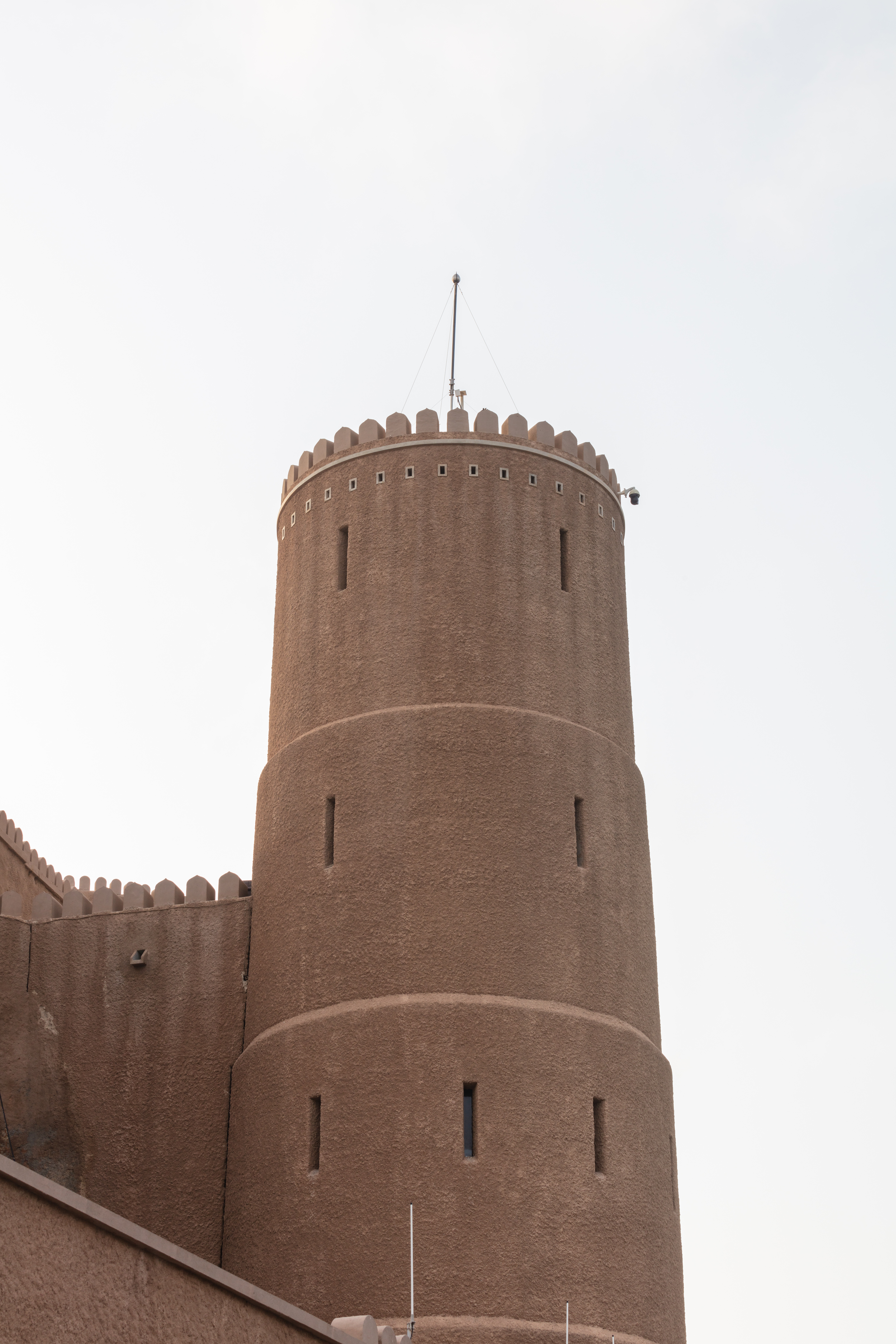
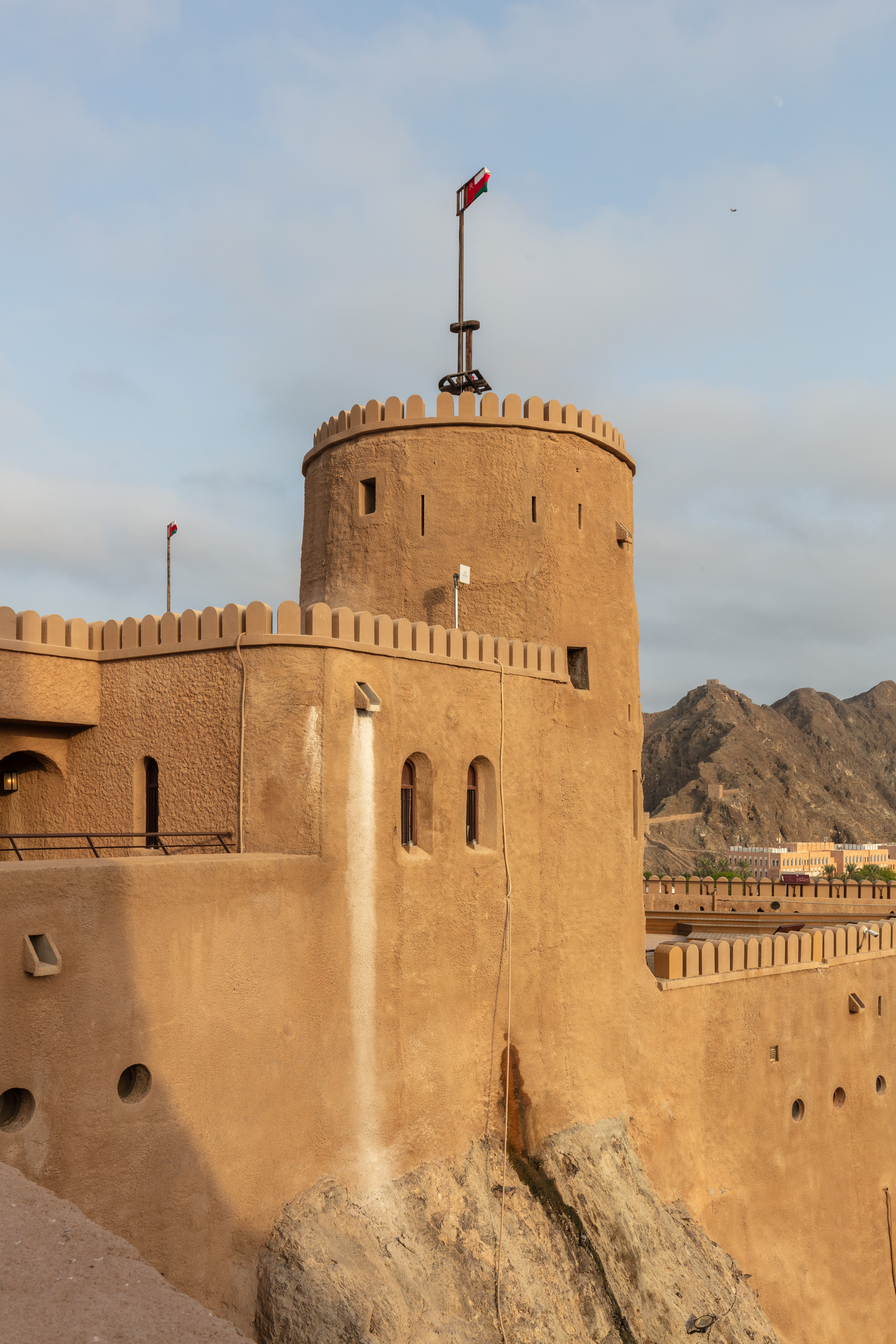
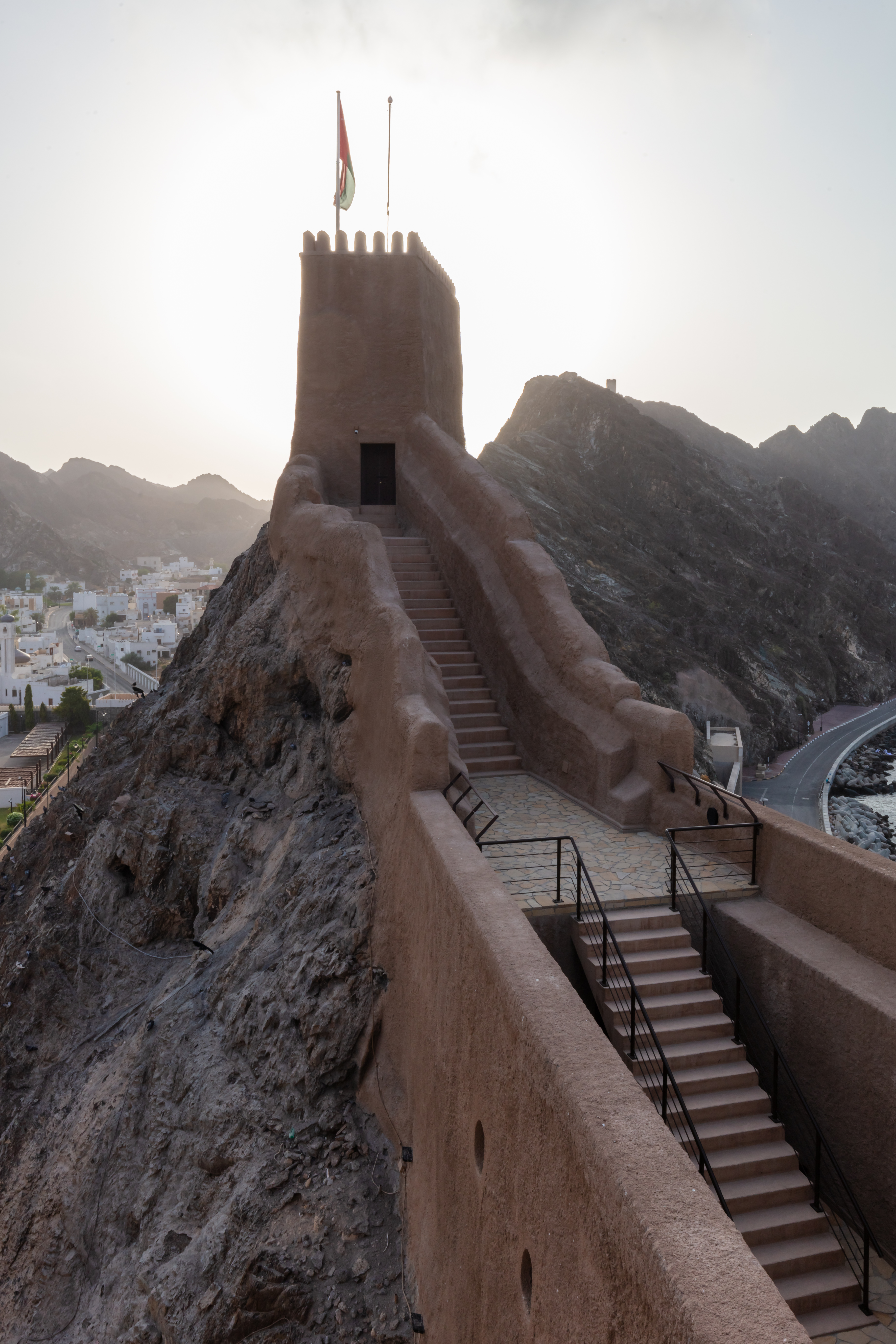
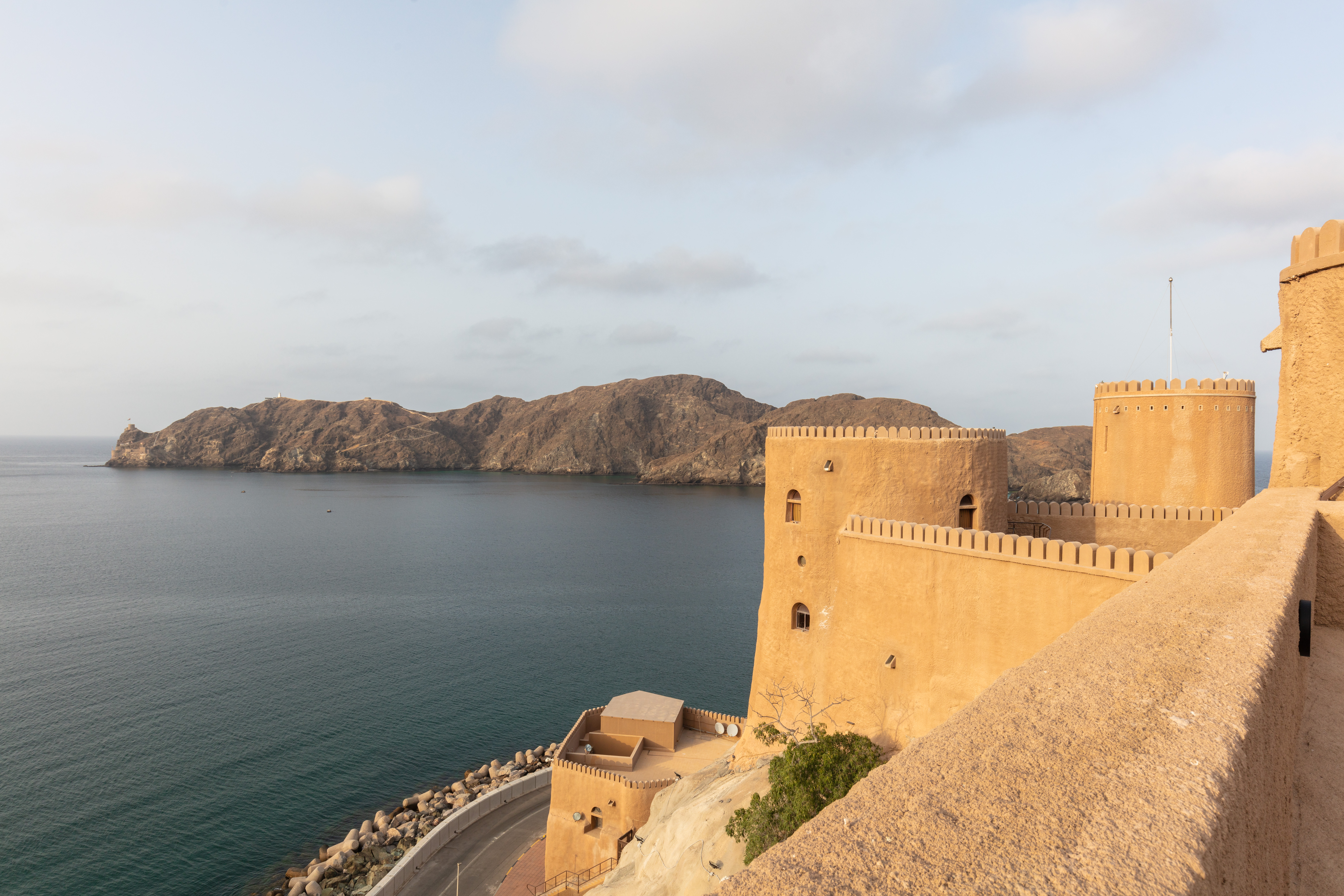
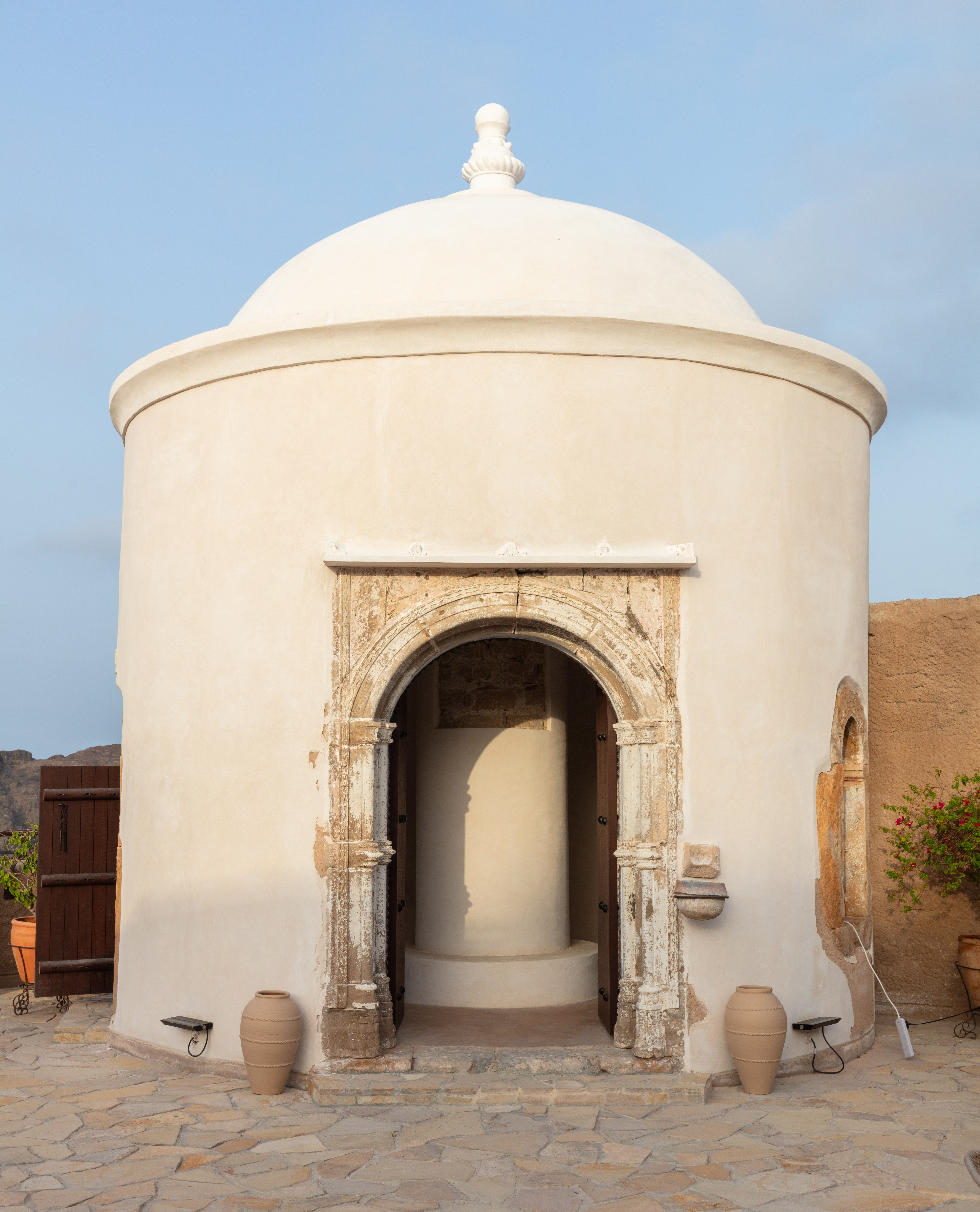
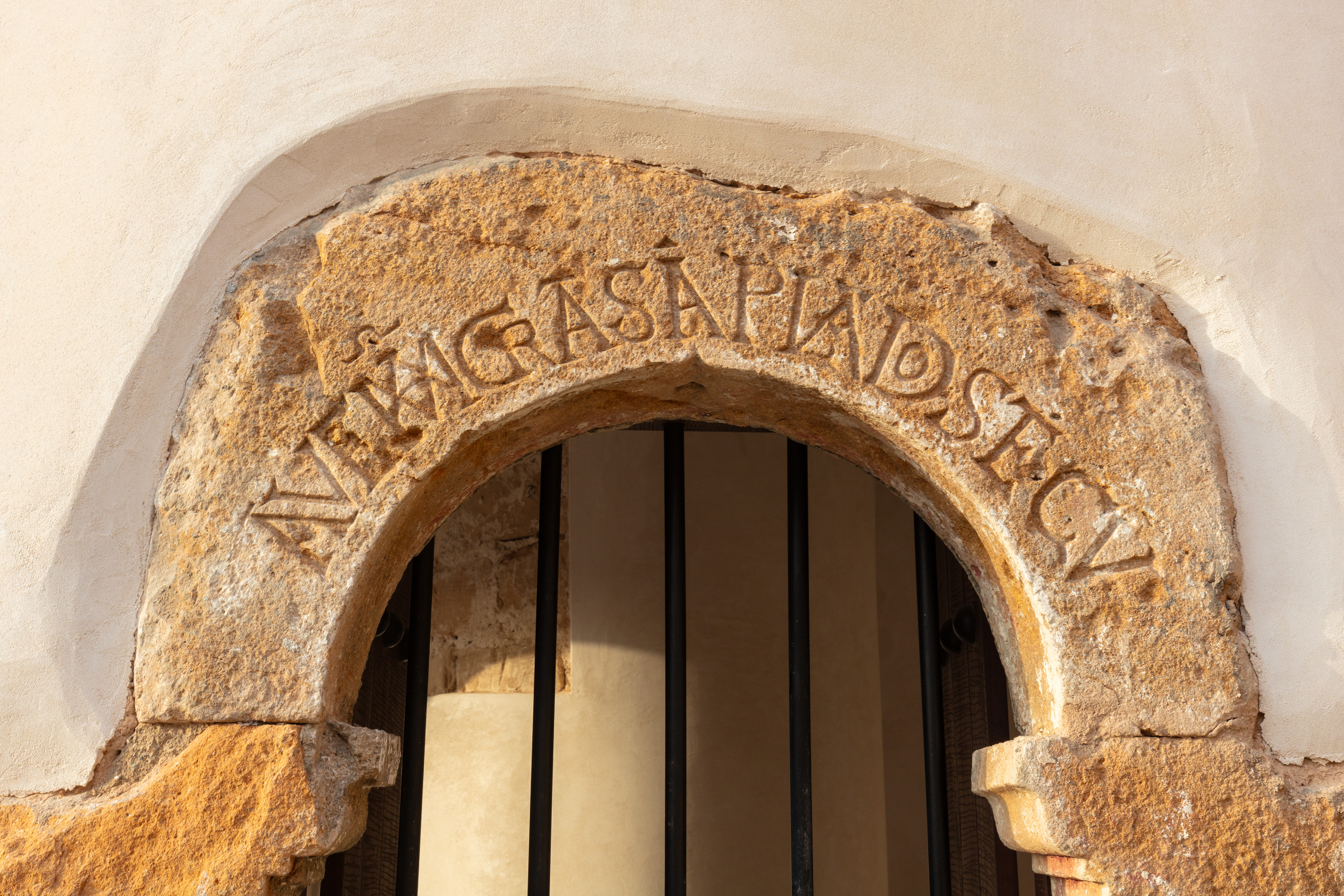